# آباد (بهبهان)
آباد (بهبهان)، روستایی از توابع بخش زیدون شهرستان بهبهان در استان خوزستان ایران است. متاسفانه جمعیت این روستا شیب نزولی به خود گرفته است.علاقه بیش از حد مردم به شهرنشینی باعث شده است که از سرشماری سال 85 تا سرشماری سال 94 تعداد مردم ساکن در این روستا و به اصطلاح جمعیت آن،نه تنها افزایش نیابد،بلکه کاهش قریب به بیست درصدی را نیز تجربه کند.

## جمعیت
این روستا در دهستان سردشت قرار دارد و براساس سرشماری مرکز آمار ایران در سال ۱۳۸۵، جمعیت آن ۲۰۱ نفر (۴۰خانوار) بوده‌است.